# Solitude Mountain Resort
Pour les articles homonymes, voir Solitude.
Solitude est une station de sports d'hiver dans la chaîne Wasatch dans l'Utah aux États-Unis.
Elle a accueilli les Championnats du monde de ski acrobatique 2019 et les Championnats du monde de snowboard 2019.